# Ferrosilicium

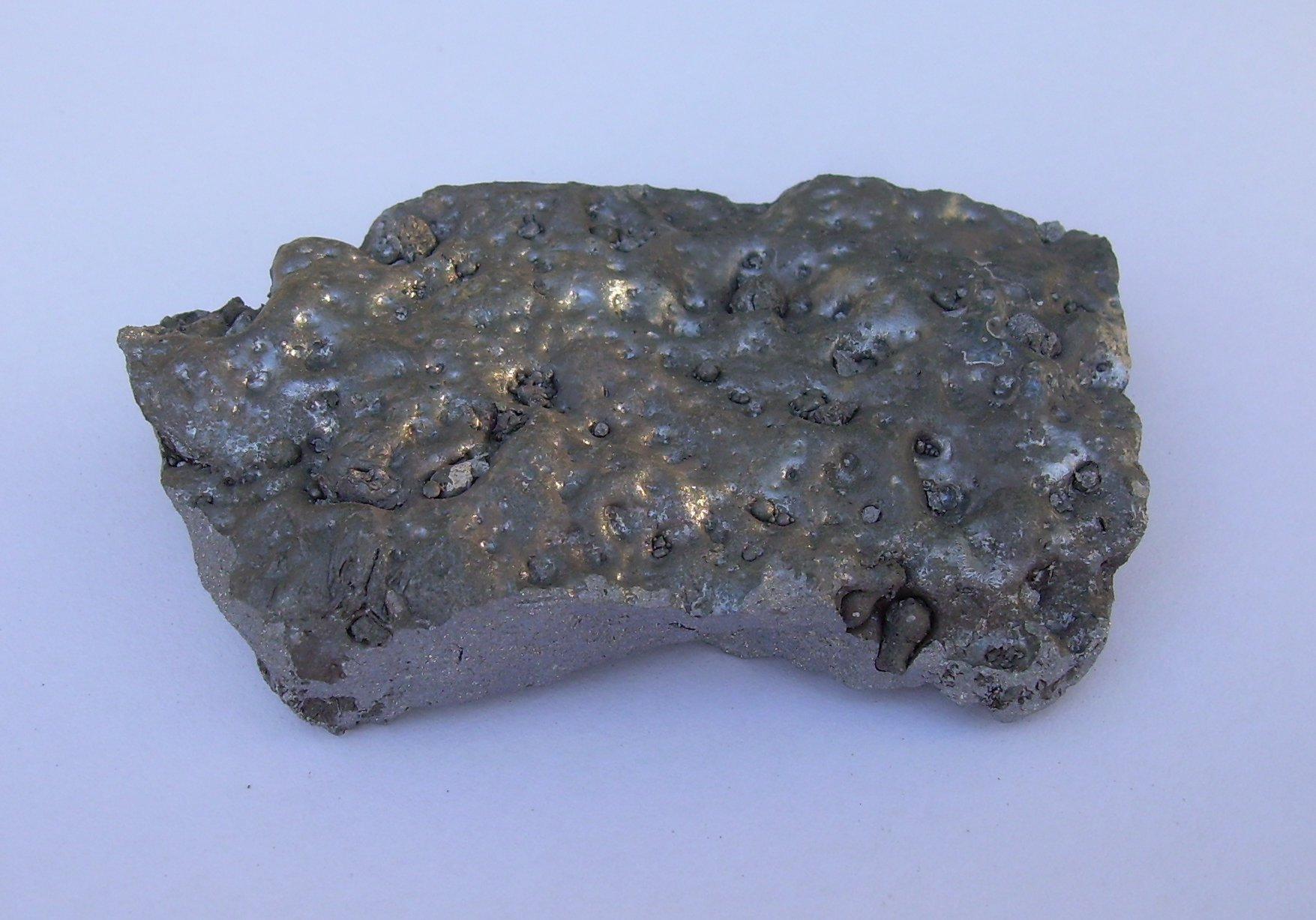
Ferrosilicium

Ferrosilicium is een legering die bestaat uit ijzer en 15 à 90% silicium. Daarnaast bevat het materiaal 1 à 2% calcium en aluminium. Naarmate het Si-gehalte toeneemt, neemt de dichtheid van het materiaal af en het smeltpunt toe.

## Bereiding
Ferrosilicium met een laag Si-gehalte (15%) wordt in een speciale hoogoven, bekleed met zure vuurvaste stenen, vervaardigd uit ijzererts en kwarts. Ferrosiliciumsoorten met een hoog Si-gehalte, die in de handel verkrijgbaar zijn, worden vervaardigd uit kwarts, ferroschroot en cokes of houtskool in speciale elektro-vlamboogovens.

## Toepassing

### Metallurgie
Ferrosilicium wordt vooral gebruikt in de metallurgie. Zo wordt het gebruikt als toeslag bij de staalbereiding als oxidatie-remmer. Daarnaast vormt het de basis voor de vervaardiging van tussenproducten voor diverse legeringen zoals magnesiumferrosilicium.

### Opwekking van waterstofgas
Een merkwaardig gebruik van ferrosilicium vond plaats tijdens de Eerste Wereldoorlog en daarna. Indien natronloog, ferrosilicium en water vermengd worden in een zware stalen, drukbestendige cilinder levert dat natriumsilicaat, waterstofgas en stoom. Het waterstofgas werd gebruikt voor het vullen van ballonnen. Het natriumsilicaat moest begraven worden, daar het vee er anders van at en daaraan overleed. Een alternatief werd gevonden bij het begin van de Tweede Wereldoorlog, namelijk de katalytische ontleding van natriumboorhydride.